# Chany Dakota
Chany Dakota (* 8. Mai 1996 als Chantal Isabella Weiß) ist eine deutsche Schauspielerin, Sängerin, Moderatorin und Influencerin, die durch den TikTok-Vorgänger musical.ly bekannt wurde.

## Leben
Dakota wuchs in Frankfurt auf. Bereits während ihrer Schulzeit verdiente sie als Influencerin über die Plattform musical.ly durch Kooperationen mit Werbepartnern Geld. Nach ihrem Abitur machte sie sich selbstständig.
Von Oktober 2021 bis August 2024 war sie mit Felix von der Laden liiert.

## Medialer Auftritt und Karriere
Begonnen hat ihre Influencer-Karriere 2015 zur Schulzeit auf der Plattform musical.ly. Dort gehörte sie zeitweise zu den vier erfolgreichsten deutschen Accounts.
2016 arbeitete Dakota als Moderatorin beim Radiosender BigCityBeats und für das Musikfestival BigCityBeats World Club Dome vom 3. bis 5. Juni 2016 in der Commerzbank-Arena in Frankfurt am Main.
2019 veröffentlichte sie das Buch „Lieblingsfarbe Regenbogen“.
2020 veröffentlichte Dakota ihre erste Single Give Me Rainbows. Der zugehörige TikTok-Hashtag #givemerainbows generierte über 90 Millionen Views.
2020 gewann Dakota beim Tiger Award den dritten Platz als „Content Creator“.
Dakota hat 1,6 Millionen Follower auf TikTok.

## Filmografie
- 2018: Spotlight (Fernsehserie, Staffel 3, Folge 117)
- 2018: Kazoom
- 2020–2021: Krass Klassenfahrt (Fernsehserie, 12 Episoden)
- 2020–2022: Das Internat (Webserie, Staffel 1–3)
- 2021: Echt Fame (Fernsehserie, RTL zwei)[11]
- 2021–2022: Afterglow – Alles nur Show?, Staffel 1
- 2022: Wer weiß denn sowas? (24. Okt. 2022)

## Veröffentlichungen

### Singles
- 2020: Give Me Rainbows
- 2020: Do You Wanna Be Friends
- 2021: Cut Me Loose
- 2021: Love is Love

### Buch
- Lieblingsfarbe Regenbogen, Plötz & Betzholz 2019, ISBN 978-3-96017-056-3.